# Estreito de Malaca

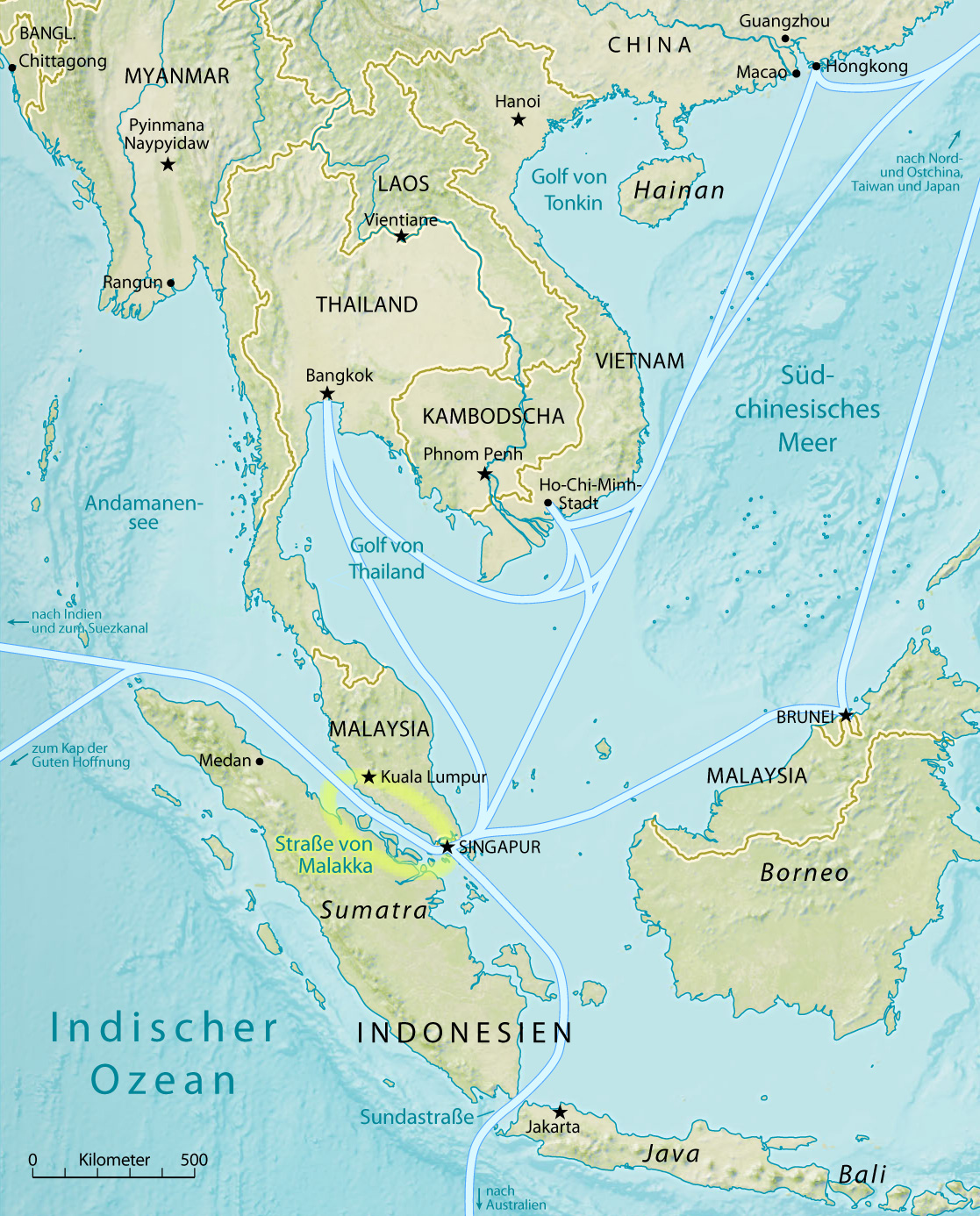

O estreito de Malaca (em malaio Selat Melaka)  é a principal passagem marítima entre os oceanos Índico e Pacífico e encontra-se entre a península da Malásia e a ilha de Sumatra.

## Etimologia
Para a etimologia do topônimo, ver Malaca. No Brasil, o topônimo aparece por vezes com acentuação proparoxítona, "Málaca", forma como regra não registrada nas fontes prescritivas brasileiras.

## Descrição geográfica
O estreito liga o mar de Andamão, ao norte, ao mar da China Meridional, ao sul. Seu comprimento é de 805 km  e sua largura, entre 50 e 180 km. Na extremidade meridional do estreito está o arquipélago de Riau, que integra a província indonésia das ilhas Riau.
O principal rio da península da Malásia a desaguar no estreito é o Perak. Da ilha de Sumatra desaguam os rios Bila, Barumun, Rokan, Siak e Kampar.
Os principais portos que se situam no estreito são Malaca, George Town e Singapura.

## Navegação
O estreito é uma das mais antigas e importantes vias marítimas do mundo. É a principal ligação marítima que interliga os oceanos Índico ao Pacífico. Nas proximidades de Singapura o estreito se restringe a uma largura mínima de 2,5 km, o que torna a navegação mais difícil, devido ao intenso tráfego. Às dimensões máximas dos navios que podem atravessar o estreito dá-se o nome Malaccamax.
Em suas águas ocorrem numerosos episódios de pirataria. Outro problema para a navegação é a intensa fumaça, provocada pelas queimadas na ilha de Sumatra, que reduz a visibilidade para até 200 metros e provoca a diminuição da velocidade do tráfego marítimo.

## Mapas

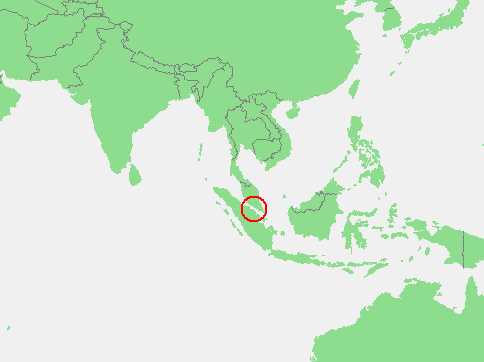
Localização do estreito de Malaca
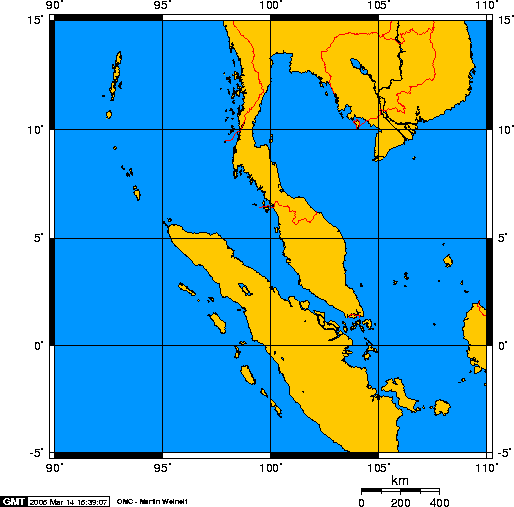
Estreito de Malaca
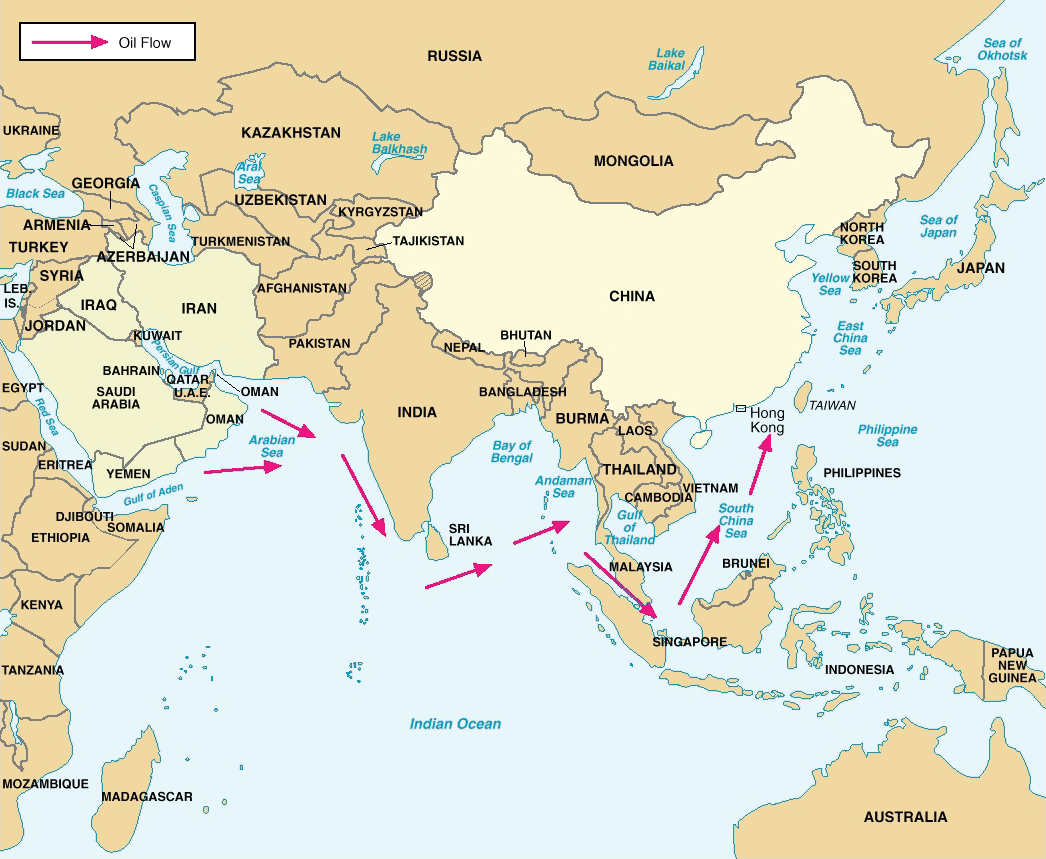
Rota entre o golfo Pérsico e a China